# ファイアーストーム (1995年の映画)
『ファイアーストーム』（Firestorm）は、1995年に製作されたアメリカのアクション映画。劇場未公開であり、ビデオ販売のみ行われた。

## スタッフ
- 監督：ジョン・シェパード
- 製作：ブライアン・シャスター、ジミー・リフトン
- 脚本：ポーレット・ヴィクター・リフトン

## キャスト
- ジョン・サヴェージ
- ベントレー・ミッチャム
- ロバート・キャラダイン
- ポール・ベン＝ヴィクター